# Coupe du Brésil de football 2018
Navigation
Édition précédente Édition suivante
La Coupe du Brésil de football 2018 est la 30e édition de la Coupe du Brésil de football.
La compétition a débuté le 30 janvier 2018 et s'est terminée le 17 octobre 2018.

## Format
La compétition se joue en matchs aller et retour à partir du troisième tour.
Le premier tour est composé de 80 participants, les 40 vainqueurs participent au deuxième tour, les 20 vainqueurs sont rejoints par 12 équipes de première division pour le troisième tour. Lors du premier tour la compétition se joue sur un seul match, l'équipe visiteuse est l'équipe de la division supérieure, si le match se termine sur un score nul l'équipe visiteuse est directement qualifiée.
Au deuxième tour, si les deux équipes sont à égalité il y a une séance de tirs au but.
Les vainqueurs du troisième tour participent aux huitièmes de finale, jusqu'à la finale les matchs se déroulent en aller et retour, en cas d'égalité la règle du but extérieur est appliquée, sinon une séance de tirs au but départage les équipes.
Le vainqueur se qualifie pour la Copa Libertadores 2019. 

## Finales
| 10 octobre 2018 | Cruzeiro Esporte Clube | 1 – 0   | Corinthians | Mineirão, Belo Horizonte |                      |
|                 |                        | (1 - 0) |             | Spectateurs : 53 368     | Spectateurs : 53 368 |

| 17 octobre 2018 | Corinthians | 1 – 2   | Cruzeiro Esporte Clube | Arena Corinthians, São Paulo |                      |
|                 |             | (0 - 1) |                        | Spectateurs : 46 571         | Spectateurs : 46 571 |

Le Cruzeiro Esporte Clube remporte sa sixième Coupe du Brésil.